# ホームムービーズ
『ホームムービーズ』 （原題：HOME MOVIES） は、アメリカで1999年から2004年まで放映されたテレビアニメ。全4シーズン、52話。日本では2002年6月から2003年11月までカートゥーン ネットワークで放送された（リピートあり）。

## 内容
自主映画を撮るのが趣味の小学生、ブランドンの淡々とした日常を脱力感たっぷりのユーモアで描く。日本版においては、各話のサブタイトルは必ず映画の題名のパロディが使われている。
2004年の4月、アメリカでは最終話「Focus Grill」を最後に打ち切りとなった。現在はアダルトスイム枠で再放送されている。

## 登場人物
ブランドン・スモール
声 - 松井周/英 - ブランドン・スモール
主人公。自主映画を撮るのが趣味の小学生。なぜかサッカー部に所属している。無気力なしゃべり方が特徴。ブランドン・スモールという名前は、この番組の製作者と同じ名前。独りよがりで他人の意見は認めないため、映画の方向性でよくメリッサやジェイソンと揉める。妹のジェシーをかわいがる、妹思いの兄である。ジェシーとは血が繋がっているかどうかは分からないが、父親が違うと思われる。
メリッサ・ロビン
声 - たむらみずほ/英 - メリッサ・バーディン・ガルスキー
ブランドンのクラスメイトでガールフレンド。ブランドンが撮る映画ではいつもヒロイン役。常に冷静で、「そうね」と「サイテー」が口癖。不動産屋を営む父親と2人暮らし。映画の方向性でジェイソンとよく対立する。ブランドン・メリッサ・ジェイソンの3人組の中で一番まとも。ジェイソンのお姉さん的（？）存在。
ジェイソン・ペノポリス
声 - 佐藤せつじ/英 - H・ジョン・ベンジャミン
ブランドンの1学年年下の友達。ブランドンが撮る映画ではいつも脇役。一見子供っぽいが、実は腹黒く策略家であり、怒ると手がつけられない。何日も風呂に入らないほど不潔。プライドが高い目立ちたがり屋でもある。3人組の中で一番、役への入り込みが激しい。メリッサとよく対立する。甘いものに異常な執着を持っている。メリッサを真似て、自分も片腕を骨折した（フリ）をし、皆の興味を引こうとしたことがある。
ジョン・マグワイヤー
声 - 大川透/英 - H・ジョン・ベンジャミン
ブランドン達が所属しているサッカー部顧問。コーチの割にサッカー経験はなくルールにも詳しくない。
服役経験あり、社会ルールを企業のコマーシャル程度にしか遵守せず、他人に厳しく自分に優しいと駄目人間の標本のような男。ポーラに気がある。
たびたび悟りきった様子で、常識ある大人が聞けば背筋を寒くさせるような、眉唾なお手製の哲学をブランドンに吹き込もうとする。しかしいつしか暴言や過激な発言は不器用なまでの誠実さを表しているのだろう、などとそのデタラメさにいつしか好意を感じるようになってしまう、不思議な男。途中からはブランドンの父親のような役回りに。実は陰の主役である。
ポーラ・スモール
声 - 朴璐美/英 - ポーラ・パウンドストーン→ジャニン・ディトロー
ブランドンの母親でシングルマザー。ブランドンを子供扱いせずに理解を持って接しているが、強迫性障害のため、大人の話や放送禁止用語までブランドンにしゃべってしまう。カートゥーンネットワーク史上初の「ピー音」ゼリフキャラクターである。普段はカルチャーセンターで作家養成スクールの講師をしている。友人にはあまり恵まれていない。友人のくだらない夫婦喧嘩に巻き込まれた経験あり。
ジェシー・スモール
声 - 不明
ブランドンの妹。眼鏡を掛けている。鼻の両穴にビー玉を詰め、病院に運ばれたが、無事に摘出された。
アンドリュー
声 - 奥田啓人/英 - ルイス・C・K
ブランドンの父親でリッチなビジネスマン。ブランドンとは仲がよく、今でも定期的に会って話している。リンダとの再婚を控えている。
ロナルド・リンチ
声 - 金子由之/英 - ロン・リンチ
ブランドン達のクラスの担任。授業ははっきり言ってつまらないが、ブランドンの趣味を高く評価している。マグワイヤーコーチとは最初敵対していたが、なぜかいつの間にか和解している。ブランドンのビデオに写るのは嫌いではないらしい。
ドゥエイン
声 - 奥田啓人/英 - ブランドン・スモール
ブランドンの映画の音楽を担当している15歳のクールな少年。ロックバンド「SCÄB」のボコる・フロントマン。ブランドンとは年が離れているにもかかわらず、なぜか仲がいい。
シンシア
ドゥエインのバンドSCÄBの振り付け・舞台装飾担当。ブランドンの初恋の相手である。
エリック・ロビン
声 - 小形満/英 - ジョナサン・カッツ
メリッサの父親で不動産屋。常にジョークを忘れない性格の持ち主。ポーラに気がある。いつも男の子としか遊ばないメリッサを心配するあまりに暴走してしまったことも。
リンダ
声 - 片桐真衣/英 - ローラ・シルバーマン
ブランドンの父アンドリューの再婚相手。後に男児を生む。美人でスタイル抜群だが横柄で傲慢な性格で、ブランドンとは仲がいいとは言えない。出産の中、ブランドンとは激しく口論（ピー音含む）を交わした。
しかしアンドリューとの結婚に打算などは無いようで、結婚式が様々な理由からことごとく台無しになってしまった時は「私はあなたと結婚したいだけなのに」と泣きじゃくり、また出産後には皆に感謝していた。子供は嫌いでは無いようで、現にブランドンとアンドリューと共に動物園に行ったことがある。

## 各話サブタイトルリスト
出典
| #  | 邦題                                         | 原題                                          | パロディ                               | 放送日         |
| -- | -------------------------------------------- | --------------------------------------------- | -------------------------------------- | -------------- |
| 1  | 僕のママに手を出すな!                        | Get Away from My Mom                          | 僕の女に手を出すな!                    | 2002年6月3日   |
| 2  | 学校の面談                                   | I Don't Do Well In Parent-Teacher Conferences | 学校の怪談                             | 2002年6月4日   |
| 3  | お昼の決闘                                   | The Art of the Sucker Punch                   | 真昼の決闘                             | 2002年6月5日   |
| 4  | 猫は行方不明                                 | Brendon Gets Rabies                           | 猫が行方不明                           | 2002年6月6日   |
| 5  | スモールな恋のメロディ                       | Yoko                                          | 小さな恋のメロディ                     | 2002年6月7日   |
| 6  | 編集するは我にあり                           | Director's Cut                                | 復讐するは我にあり                     | 2002年6月10日  |
| 7  | 戦士の喘息                                   | It Was Supposed To Be Funny                   | 戦士の休息                             | 2002年6月11日  |
| 8  | 陽のあたらない教室                           | Method of Acting                              | 陽のあたる教室                         | 2002年6月12日  |
| 9  | HELP!2人は貧乏                               | Life Through A Fish Eye Lens                  | ヘルプ!4人はアイドル                   | 2002年6月13日  |
| 10 | ナースのお仕事ザ・カートゥーン               | School Nurse                                  | ナースのお仕事                         | 2002年6月14日  |
| 11 | OH!引越し                                    | Mortgages and Marbles                         | お引越し                               | 2002年6月17日  |
| 12 | 推定有罪                                     | Law and Borders                               | 推定無罪                               | 2002年6月18日  |
| 13 | インタビュー・ウィズ・ブランドン             | Brandon's Choice                              | インタビュー・ウィズ・ヴァンパイア     | 2002年6月19日  |
| 14 | 候補者ブランドン                             | Politics                                      | 候補者ビル・マッケイ                   | 2003年1月4日   |
| 15 | スタンド・バイ・ミート                       | Identifying A Body                            | スタンド・バイ・ミー                   | 2003年1月10日  |
| 16 | 踊る大墨西哥（メキシコ）                     | Hiatus                                        | 踊る大紐育                             | 2003年1月17日  |
| 17 | クッキーと積み木とビデオテープ               | Business & Pleasure                           | セックスと嘘とビデオテープ             | 2003年1月24日  |
| 18 | フェントンについて私が知っている二、三の事柄 | The Party                                     | 彼女について私が知っている二、三の事柄 | 2003年1月31日  |
| 19 | スターボーイ                                 | Impressions                                   | スターマン/愛・宇宙はるかに            | 2003年2月7日   |
| 20 | グッドファーザー                             | Dad                                           | ゴッドファーザー                       | 2003年2月14日  |
| 21 | 王様は私                                     | Therapy                                       | 王様と私                               | 2003年2月21日  |
| 22 | ブランドン・ホテル                           | Class Trip                                    | 不明                                   | 2003年2月28日  |
| 23 | スターボーイII 冒険編                        | History                                       | スーパーマンII 冒険編                  | 2003年3月7日   |
| 24 | 眠れぬ森のマグワイアー                       | Writer's Block                                | 眠れる森の美女                         | 2003年3月14日  |
| 25 | ブエナ・ピザ・ソシアル・クラブ               | Pizza Club                                    | ブエナ・ビスタ・ソシアル・クラブ       | 2003年3月21日  |
| 26 | ベスト・ファーザーズ・ウェディング           | The Wedding                                   | ベスト・フレンズ・ウェディング         | 2003年3月28日  |
| 27 | ブランドン 怒りの脱出                        | Shore Leave                                   | ランボー/怒りの脱出                    | 2003年10月13日 |
| 28 | 別れる理由                                   | Breaking Up Is Hard to Do）                   | 別れぬ理由                             | 2003年10月14日 |
| 29 | ファット・クラブ                             | Bad Influences                                | ファイト・クラブ                       | 2003年10月15日 |
| 30 | サタデー・ナイト・セミナー                   | Improving Your Life Through Improv            | サタデー・ナイト・フィーバー           | 2003年10月16日 |
| 31 | アーサー&ロビン／Dr.ネプチューンの逆襲       | Renaissance                                   | バットマン&ロビン Mr.フリーズの逆襲    | 2003年10月17日 |
| 32 | ダーティー・ゴルフィング                     | My Cheatin' Heart                             | ダーティ・ダンシング                   | 2003年10月18日 |
| 33 | フレンチ・トライアングル・コネクション       | Four's Company                                | フレンチ・コネクション                 | 2003年10月19日 |
| 34 | あの頃ドゥエインと                           | Guitarmageddon                                | あの頃ペニー・レインと                 | 2003年10月24日 |
| 35 | ブランドンの映画史                           | Storm Warning                                 | ゴダールの映画史                       | 2003年10月24日 |
| 36 | お仕置きの時間                               | Time To Pay the Price                         | 不明                                   | 2003年10月31日 |
| 37 | ブロークン・アーム                           | Broken Dreams                                 | ブロークン・アロー                     | 2003年10月31日 |
| 38 | いまを生きろ                                 | Stow-A-Way                                    | いまを生きる                           | 2003年11月7日  |
| 39 | ナイトメア・ビフォア・バースデー             | Coffins and Cradles                           | ナイトメアー・ビフォア・クリスマス     | 2003年11月7日  |
| 40 | TBA                                          | Everyone's Entitled to My Opinion             | ?                                      | N/A            |
| 41 | TBA                                          | The Heart Smashers                            | ?                                      | N/A            |
| 42 | TBA                                          | The Wizard's Baker                            | ?                                      | N/A            |
| 43 | TBA                                          | Psycho-Delicate                               | ?                                      | N/A            |
| 44 | TBA                                          | Curses                                        | ?                                      | N/A            |
| 45 | TBA                                          | Honkey Magoo                                  | ?                                      | N/A            |
| 46 | TBA                                          | Those Bitches Tried to Cheat Me               | ?                                      | N/A            |
| 47 | TBA                                          | Cho and the Adventures of Amy Lee             | ?                                      | N/A            |
| 48 | TBA                                          | Camp                                          | ?                                      | N/A            |
| 49 | TBA                                          | Bye Bye Greasy                                | ?                                      | N/A            |
| 50 | TBA                                          | Definite Possible Murder                      | ?                                      | N/A            |
| 51 | TBA                                          | Temporary Blindness                           | ?                                      | N/A            |
| 52 | TBA                                          | Focus Grill                                   | ?                                      | N/A            |